# تاكومي ناجاشي
تاكومي ناجاشي (باليابانية: 永石 拓海) (مواليد 16 فبراير 1996) هو لاعب كرة قدم ياباني.

## وصلات خارجية
- تاكومي ناجاشي على موقع رابطة كرة القدم اليابانية للمحترفين (اليابانية)
- تاكومي ناجاشي على موقع قاعدة بيانات كرة القدم.إي يو (الإنجليزية)
- تاكومي ناجاشي على موقع Soccerway.com (الإنجليزية)
- تاكومي ناجاشي على موقع عالم كرة القدم.نت (الإنجليزية)